# Perphenazin
Perphenazin ist ein Arzneistoff aus der Gruppe der Phenothiazine, der in der Behandlung von Psychosen eingesetzt wird. Perphenazin wurde 1957 auf den Markt gebracht. Aufgrund der Verfügbarkeit neuerer Neuroleptika findet es jedoch zunehmend seltener Anwendung. In der CATIE-Studie wurde Perphenazin als Vergleichssubstanz zu den atypischen Neuroleptika eingesetzt.

## Klinische Angaben

### Anwendungsgebiete (Indikationen)
Anwendungsgebiete sind akute Psychosen, beispielsweise die Schizophrenie, mit Wahn, Halluzinationen, katatone Syndrome, delirante und andere organische Psychosen, Erregungszustände.
Perphenazin kann zudem zur Behandlung des Erbrechens indiziert sein, wenn andere Behandlungsmaßnahmen nicht durchführbar sind oder erfolglos waren.
Weiters kann Perphenazin off-label zur Behandlung von akuter T-lymphoblastischer Leukämie eingesetzt werden.

### Dosierung, Art und Dauer der Anwendung
Die Dosierung beträgt bis zu dreimal täglich 4 bis 8 mg. Perphenazin kann zur Langzeitbehandlung eingesetzt werden, allerdings steigt hierbei das Risiko von Spätdyskinesien.

### Gegenanzeigen (Kontraindikationen)
Obwohl das Medikament der Gruppe der Phenothiazine angehört, ähnelt das Spektrum der Gegenanzeigen eher dem von Haloperidol.

### Anwendung während Schwangerschaft und Stillzeit
Die Anwendung im ersten Trimenon gilt als kontraindiziert, im zweiten oder dritten Trimenon sollte die Indikation sehr streng gestellt werden.

### Unerwünschte Wirkungen (Nebenwirkungen)
Obwohl das Medikament der Gruppe der Phenothiazine angehört, ähneln die Nebenwirkungen eher dem von Haloperidol.

## Pharmakologische Eigenschaften

### Wirkungsmechanismus (Pharmakodynamik)
Perphenazin ist bei gleicher Dosierung 10- bis 15-mal stärker wirksam als das Vergleichsneuroleptikum Chlorpromazin und gilt daher als sog. hochpotentes Neuroleptikum. Perphenazin wirkt zudem als FIASMA (funktioneller Hemmer der sauren Sphingomyelinase).

### Aufnahme und Verteilung im Körper (Pharmakokinetik)
Die Bioverfügbarkeit beträgt 40 %, die Plasmahalbwertszeit 8–12 Stunden. Perphenazin wird deshalb üblicherweise zwei- bis dreimal täglich verabreicht mit Dosisschwerpunkt gegen Abend aufgrund des sedierenden und blutdrucksenkenden Effekts. Perphenazin wird über die Leber verstoffwechselt.

## Sonstige Informationen

### Chemische Informationen
Bei Perphenazin handelt es sich um ein Phenothiazin mit einer Piperazinylalkyl-Seitenkette am Ring 2. Perphenazin besitzt daher eine strukturchemische Gemeinsamkeit mit dem ersten überhaupt entdeckten Neuroleptikum, dem Chlorpromazin.

### Historische Informationen
Der Wirkstoff wurde durch die Verwendung des Präparats Decentan im Rahmen der Aufarbeitung des Schicksals von Heimkindern publik. Demnach sollen an Kindern Ende der 1950er Jahre Medikamentenversuche vorgenommen worden sein. Die betroffene Einrichtung hat erwidert, dass das Medikament zwar eingesetzt worden sei, jedoch im Rahmen der Behandlung „besonderer Unruhe“. Ob auch Versuche an den Betroffenen stattgefunden haben, sei Gegenstand noch andauernder Untersuchungen mit Hilfe der an den Konzern Merck übermittelten Unterlagen, die der betroffenen Einrichtung nun wieder vorliegen.

## Handelsnamen
Monopräparate
Decentan (D, A), Trilafon (CH, USA), Generikum (D)
Hinweis: In Deutschland gibt es von Decentan eine Depotform, die eine 14-tägliche intramuskuläre Injektion in Dosierungen von 50 bis 200 mg erlaubt.